# St. Catherines River Bay
St. Catherines River Bay (do 20 sierpnia 1975 Cadden Bay) – zatoka (ang. bay) w kanadyjskiej prowincji Nowa Szkocja, w hrabstwie Queens, na wschód od zatoki Port Joli; nazwa Cadden Bay urzędowo zatwierdzona 12 grudnia 1939.